# Сарата (село)
Сара́та — село у Селятинській сільській громаді Вижницького району Чернівецької області України.

## Походження назви
Назва села походить від румунського слова sarata, що означає "солений". Біля села колись були джерела води, які мали високий вміст солі.

## Історія
Засноване на початку XVIII століття. У найкращі часи населення Сарати досягало 200 людей. Село колись було великим центром лісозаготівлі. Для цього тут, у свій час, побудували кляузу (дерев'яну дамбу) для сплаву лісу по річці. Зараз кляуза відновлена для потреб новоствореної ГЕС.
У 1946 році село було перейменовано на Солонцівка.

## Географія
Населений пункт знаходиться на крайньому південному заході Чернівецької області у гірському масиві Яловичорські гори. Адміністративно належить до Шепітського старостинського округу Селятинської сільської громади Вижницького району Чернівецької області.
Село відоме тим, що це найбільш віддалене і важкодоступне село Українських Карпат, до якого навіть нормальної дороги нема. До села Шепіт дорога пролягає через перевал Семенчук (1410 м).
Сарата, а саме присілок Жупани, є найпівденнішим населеним пунктом Чернівецької області.
Поселення є другим в Україні і другим на Буковині найвисокогірнішим населеним пунктом (за середньою висотою поселення) та найвищим населеним пунктом України за абсолютною висотою поселення. Середня висота над рівнем моря складає 1182 метри. Центр села знаходиться на висоті 1085 м. над р. м. Найвище розташовані будівлі на полонині Роман — на висоті до 1340 м.
Головна водна артерія села — однойменна річка Сарата, яка є правою притокою Білого Черемошу.

## Клімат
Звичайна температура в липні — 15-18 градусів тепла, узимку стовпчик термометра опускається до мінус 30 і нижче.

## Топоніміка
В околицях села є багато різних урочищ, полонин, гірських хребтів, гір, водних об'єктів та хуторів, які мають свої назви.
Основні мікротопоніми: Сарата (село), Жупани (присілок), хутори Гать, Верещиха, Калиничі, Перкалаба (найбільший хутір).
Урбаноніми: вулиці Карпатська, Гірська, Буковинська, ім. М. Щербини.
Гідроніми: Сарата, Перкалаб, Чорний (потік).
Гірські хребти: Чорний Діл, Середній Ґрунь, Яровець, Томнатикул та інші.
Гірські вершини: Широкий Грунь, Змієвона, Чорний Діл (1453), Великий Камінь, Млаковата (1416), Роман, Яровиця (1587), Безезинець, Ґрусарця, Томнатик (1565), Погар, Семенчук (1461).

## Населення
Станом на 2019 рік люди проживали у 8 хатах. Реальна кількість населення — бл. 15 осіб.

## Господарство
Традиційні народні промисли: різьба по дереву, художня вишивка, ткацтво.
Основа економічного життя мешканців Сарати — це їхня праця на землі. В основному селяни займаються городиною: вирощують картоплю, буряки, цибулю. Останнім часом, правда, раціон горян урізноманітнився: з огляду на потепління почали визрівати й кабачки.
Інша важлива складова господарства — тваринництво. Оскільки пасовища великі, є змога тримати по три-п’ять корів. Виходить, що худоби в Сараті більше, ніж людей. Місцеві корови теж своєрідні — самі собі йдуть на пасовище і самі ж повертаються.
Плодові дерева не дозрівають, навіть яблука.
Хліб печуть удома. По інші продукти їдуть, домовляючись, оскільки дорога до найближчого магазину далека і погана.

## Церква
Із пам’яток архітектури збереглася Свято-Ілліївська церква. Точний рік побудови невідомий. Форма аналогічна до церков на території сусідньої Румунії. Ймовірно, зведена у ХІХ столітті. Зовні ремонтована у 2010-х роках. Біля церкви збереглися нечисленні старі хрести цвинтаря.
Церква діюча. Стоїть на терасі невисокого схилу біля місця де зливаються два потічки посеред поселення. Невеликих розмірів тридільна одноверха церква з гранчастими в плані бічними стінами нави. Станом на 2008 рік її зовнішні стіни були все ще під гонтами. При вході на прицерковну територію, на дерев'яному каркасі висить дзвін.

## Сучасність
Діти навчаючись у школі-інтернаті села Селятин, що за 40 км. 
У селі немає ані магазину, ані поштового відділення. 
До найближчого магазину 18 кілометрів, а взимку часом так засипає снігом, що можна хіба сидіти вдома і чекати весни. 
Населення поступово зменшується. Приміром, на все село є один лише парубок, якого звуть Максим. І водночас жодної дівчини!
У Сараті є мобільний і телезв’язок. Щоправда, для останнього потрібно встановити «тарілку».

## Дорога
Громадський транспорт сюди, звісно, не їздить. 
Добиратись можна через село Голошина до хутора Яловичора села Нижній Яловець. А далі 15 кілометрів від повороту в Нижньому Ялівці до Сарати дорога йде лісом і після дощів може бути залита водою. На короткій ділянці вздовж дороги прорізана широка смуга лісу, щоб сонце хоч трохи висушувало дорогу. Часом калабані більш схожі на озера, місцями були такі широкі, що пішки їх теж не обійдеш – з одного боку річка, з іншого дуже крутий підйом.
Інший шлях — через село Шепіт, який проходить через перевал Семенчук (1410 м.).

## Туризм
Зрідка до Сарати навідуються й туристи. Добре, що через село проходить дорога. Зокрема, через Сарату можна зробити подорож із села Нижній Яловець в село Шепіт.
До Нижнього Яловця відстань становить 20 кілометрів, в Шепіт — 18 км. Періодично ці відстані місцеві жителі долають пішки. Тож якщо потрібен провідник, його можна знайти. А от до українсько-румунського кордону тут рукою подати  — якихось кілометрів п’ять, значно ближче, ніж до села Шепіт, адміністративною одиницею якого є Сарата. В цьому селі виявлені джерела мінеральних вод.

### Томнатик та Український Памір
З місцевих об’єктів туризму потребує уваги доволі висока гора Томнатик, до якої від Сарати 4 кілометри. На самій горі стоять величезні і водночас  дивовижні кулі. Це місце називають «Памір», адже таку назву мала розташована тут радіолокаційна станція, що функціонувала за часів Радянського Союзу.
На горі Томнатик з 1960-х і аж до середини 1990-х років працювала секретна радіолокаційна станція. Секретний військовий об’єкт розміщувався на висоті 1565 метрів у горах не просто так. Поблизу проходить кордон із Румунією. У розпал холодної війни із західним світом СРСР збудував військову станцію, котра повинна була забезпечувати радіолокацію величезної території – від турецького узбережжя до Балтійського моря.
5 листопада 1995 року військова база "Памір" припинила своє існування. Місцеві можновладці лише нещодавно звернули увагу на туристичний потенціал цієї місцевості і почали проводити щорічні етно-фестивалі. На даний момент залишилися тільки напівзруйновані адмінбудівлі, порожні занедбані куполи й одна величезна антена «П-14 Лена».
Не дивлячись на те, що за останні роки «РЛС Памір» поступово перетворилася на притулок від негоди для овець і туристів, тут на вершині гори Томнатик, періодично проводятся різні заходи. Зокрема туристичний фестиваль «Памір FEST», де присутня «жива» музика, нічна дискотека, ярмарок, буковинська кухня, інтелектуально-розважальні ігри та багато іншого.

## Природоохоронний фонд
- Молочнобратський карстовий масив;

- Чорний Діл;

- Білий потік.

## Відомі люди
Брати Прилипчани — тріо, яке виконує традиційну гуцульську інструментальну музику.

## Цікаві факти
У села Сарата є топонімічній родич в Буджаку  – селище Сарата.

## Світлини

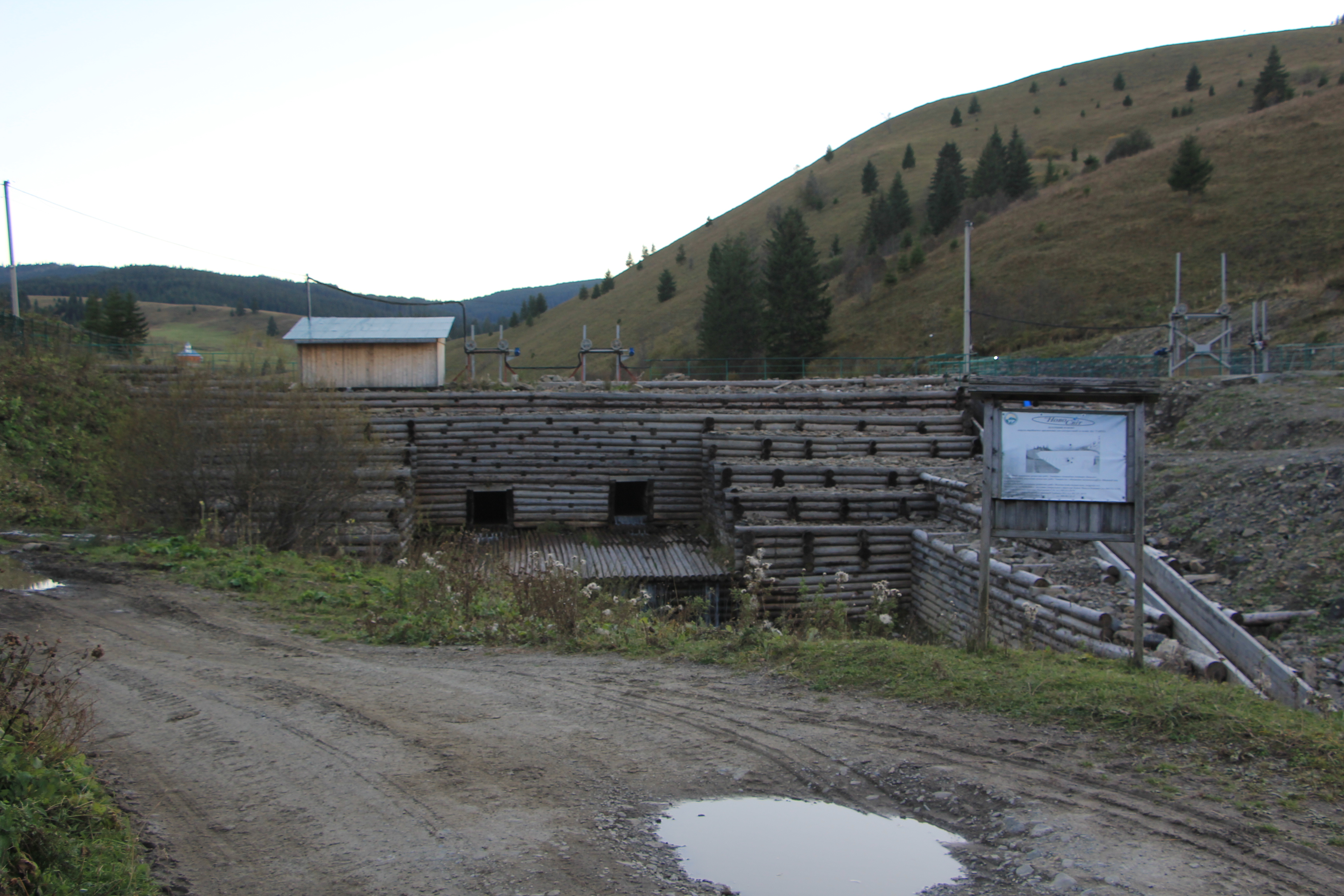
Дамба на річці Сарата
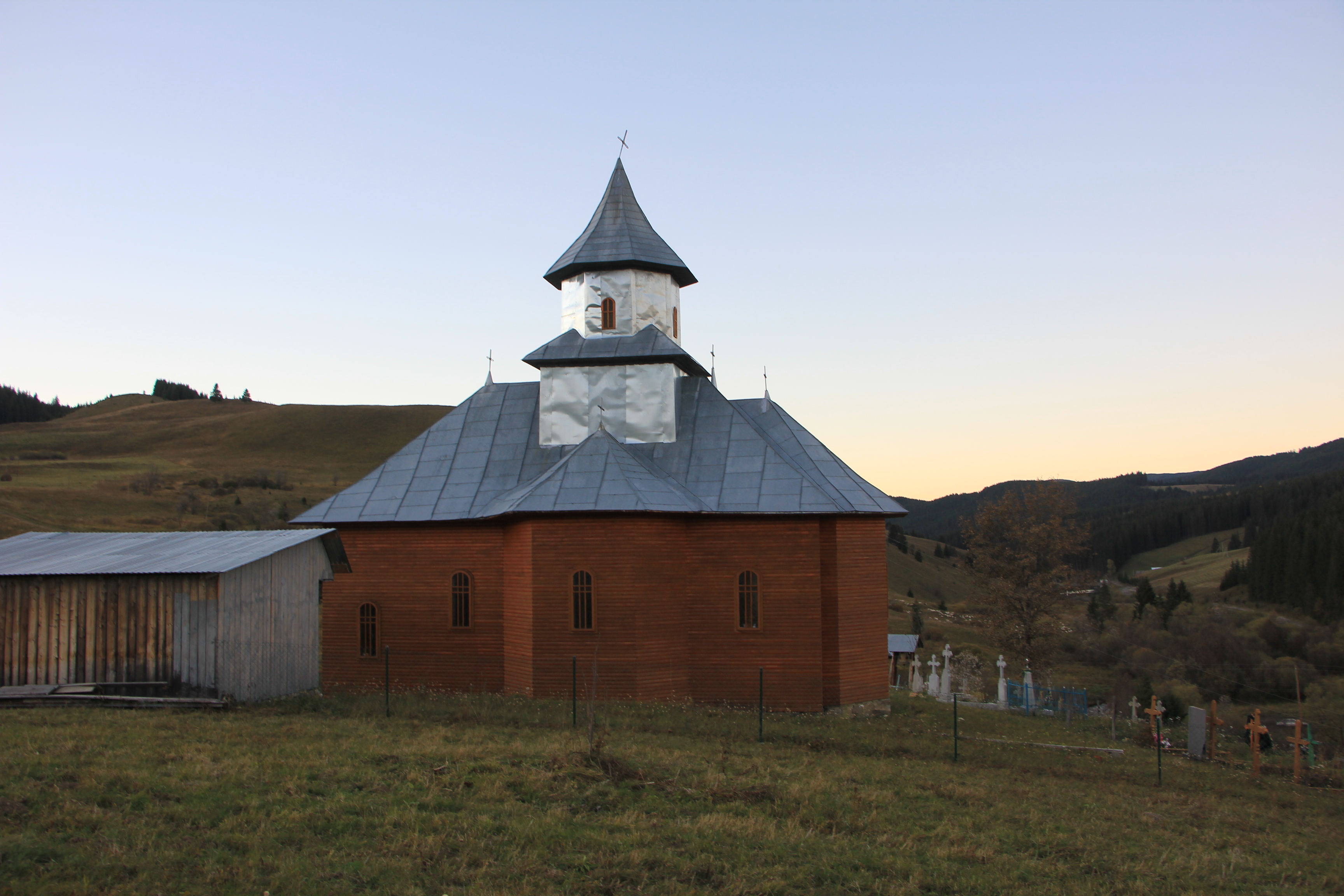
Дерев'яна церква Св. Івана Хрестителя ХІХ ст.
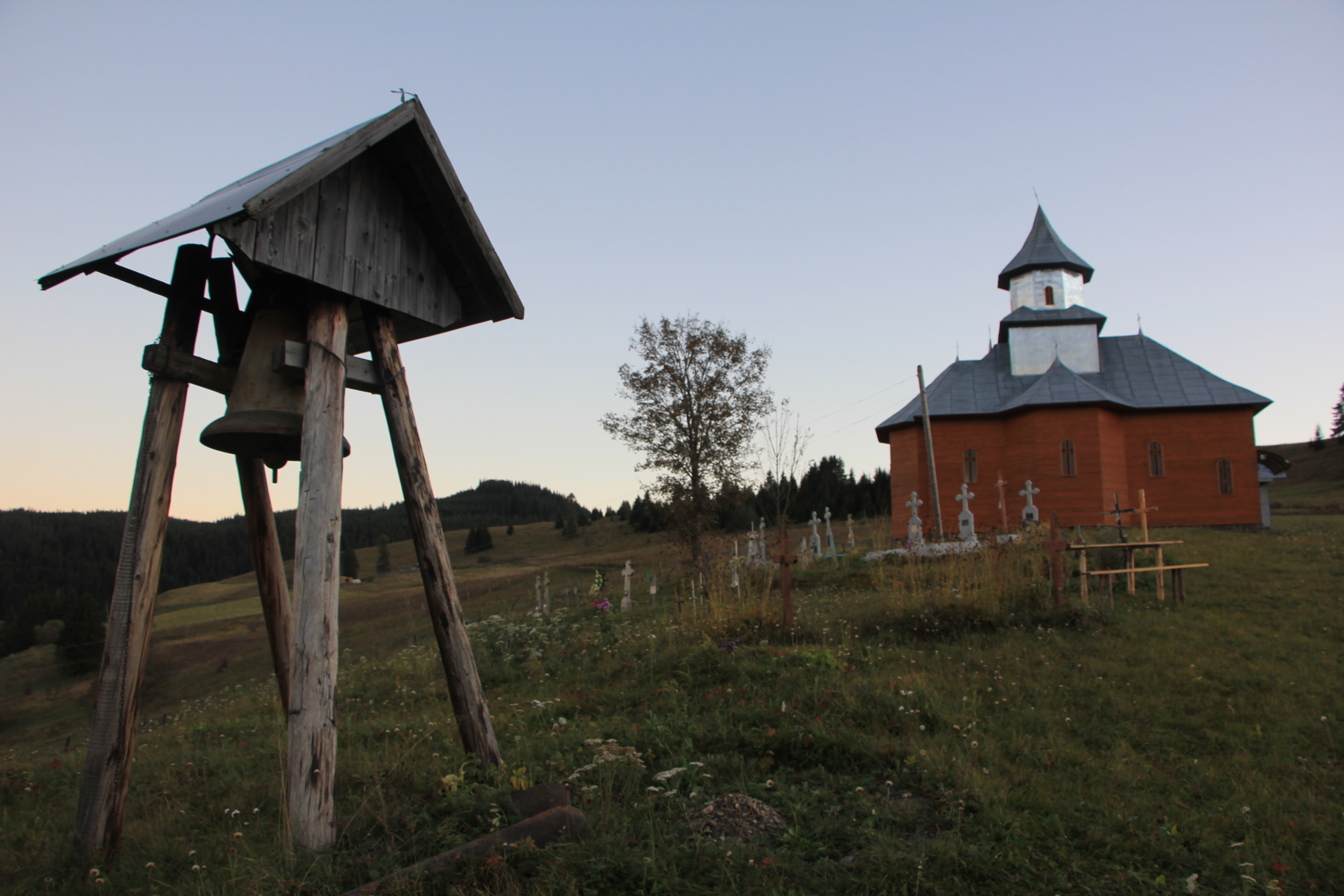
Дерев'яна церква Св. Івана Хрестителя ХІХ ст.